# Selenops marcanoi
Selenops marcanoi är en spindelart som beskrevs av Alayón 1992. Selenops marcanoi ingår i släktet Selenops och familjen Selenopidae. Inga underarter finns listade i Catalogue of Life.